# Subprefeitura Jabaquara
A Subprefeitura do Jabaquara é uma das 32 subprefeituras da cidade de São Paulo, sendo regida pela Lei nº 13.999 de 1º de agosto de 2002.
É composta por apenas um distrito: Jabaquara, que representa uma área de 14,1 km², habitada por mais de 223 mil pessoas. Essa subprefeitura é regida pela Lei nº 13. 999, de 01 de Agosto de 2002.

## Prefeitos regionais
| Início   | Final    | Prefeito                           | Ref.  |
| -------- | -------- | ---------------------------------- | ----- |
| Nov.2011 | Nov.2012 | Roberto Ney Marciano               | [ 5 ] |
| Nov.2012 | Dez.2012 | Oswaldo da Silva Filho             | [ 5 ] |
| Jan.2013 | Mai.2014 | Dirceu de Oliveira Mendes          | [ 6 ] |
| Mai.2014 | Mar.2015 | Wander Geraldo da Silva (interino) | [ 7 ] |
| Mar.2015 | Dez.2016 | Elder Vieira dos Santos            | [ 8 ] |
| Jan.2017 | Fev.2019 | Maria de Fátima Marques Fernandes  | [ 1 ] |

## Praça de Atendimento
| Endereço | Av. Engenheiro Armando de Arruda Pereira, 2314 - Jabaquara |
| Telefone | (11) 3397-3200                                             |
| email    | []                                                         |

## Orçamento anual
| Ano  | Orçado (R$ milhões) | Empenhado (R$ milhões) |
| ---- | ------------------- | ---------------------- |
| 2013 | 28,240              | 26,493                 |
| 2014 | 29,058              | 21,729                 |
| 2015 |                     |                        |

## Organizações locais
Na região da subprefeitura atuam diversas organizações de moradores, entre elas:
- AMOJAB[ligação inativa] – Associação de Moradores, Proprietários e Comerciantes do Jabaquara e da Água Espraiada [11]

## Topônimo
O topônimo "Jabaquara" é de origem tupi-guarani (YAB-A-QUAR-A), que significa "rocha" e "buraco". Possui também o significado de "Mata dos Negros Fujões", por servir de abrigo para escravos fugidos nos tempos de escravidão.